# Karl von Lilienthal
Karl Ludwig Julius von Lilienthal (født 31. august 1853 i Elberfeld, død 9. november 1927) var en tysk retslærd.
Lilienthal blev 1873 Dr. jur., 1879 privatdocent i Halle a. S., 1882 ordentlig professor i Zürich, 1889 i Marburg, 1896—1918 i Heidelberg, derefter ordentlig honorarprofessor sammesteds. Fra 1903 var han tillige dommer ved landretten sammesteds. Finhed i tanke og selvstændighed i opfattelse præger von Lilienthals litterære produktion, der navnlig har givet sig udslag i bidrag til tidsskrifter og samleværker. Han var forbundet i nøje videnskabeligt våbenbroderskab med Franz von Liszt, men ved sin besindige og noget tilbagetrukne karakter en modsætning til dennes kampglade og agitatoriske natur. Foruden en række værdifulde afhandlinger, for eksempel i Zeitschrift für die gesamte Strafrechtswissenschaft — medudgiver heraf fra 1882 —, artikler i Franz von Holtzendorffs retsleksikon, Karl von Birkmeyers Encyclopädie der Rechtswissenschaft (1901) og lignende har von Lilienthal skrevet Beiträge zur Lehre von den Collectivdelicten mit besonderer Berüchsichtigung der gewohnheitsmässigen Verbrechens (1879), Der Hypnotismus und die Strafrecht (1887), Der Ort der begangenen Handlung im Strafrechte (1891), Grundriss zur Vorlesung über deutsches Strafrecht (1892, 4. oplag 1916), Lehrer des Strafrechts (Heidelberger Professoren aus dem 19. Jahrhundert, I, 1903) og prorektoratstalen Der Streit um die Strafrechtsreform (1912). Med grundig og indgående kritik har von Lilienthal beskæftiget sig med spørgsmålene om reformer i strafferetten og straffeprocessen; sammen med Wilhelm Kahl, Franz von Liszt og James Goldschmidt udgav han Gegenentwurf zum Vorentwurf eines deutschen Strafgesetzbuches (1911) med Begründung (1911), i foredraget Eugenik und Strafrecht (Zeitschrift für die gesamte Strafrecht, XXXIX 1918) og andre steder har han behandlet problemet om sterilisation af forbrydere. Fra 1905 har von Lilienthal deltaget i udgivelsen af Gustav Aschaffenburgs Monatsschrift für Kriminalpsychologie und Strafrechtsreform, fra 1912 sammen med Siegmund Schott og Carl Wilmanns udgav han Abhandlungen aus dem Gesamtgebiete der Kriminalpsychologie. Fra 1906 har han udgivet Bennecke-Belings Strafrechtliche Abhandlungen. Sammen med Franz Adickes, Paul Felix Aschrott og von Liszt udgav han Beiträge zur Reform des Strafprozesses (I—II, 1908). 1906—09 deltog han i udgivelsen af kæmpeværket Vergleichende Darstellung des deutschen und ausländischen Strafrechts (I—XVI). Han behandlede selv heri både afsnit af den almindelige og specielle del.